# Intrépide
El Intrépide fue un navío de línea francés de 74 cañones, originalmente operado por la Armada española, construido en 1790 en los astilleros de Ferrol por José Romero Fernández de Landa perteneciente a la serie de los Ildefonsinos. Participó en Trafalgar bajo pabellón francés, siendo capturado solo para resultar hundido apenas dos días después.

## Historial

### Real Armada Española
Fue  botado y asignado en 1790 a la Armada española con el nombre de Intrépido y bajo la advocación de San Mateo. Sin embargo, once años más tarde fue transferido en marzo de 1801 en la ciudad de Cádiz a la Marina francesa junto a los navíos Conquistador, Infante Don Pelayo, San Genaro, Atlante y San Antonio, según lo establecido en el Tratado de San Ildefonso, rebautizándolo la Marina francesa con su nombre final.

### Marina Francesa
Permanecería en servicio hasta octubre de 1805, cuando participó en la batalla de Trafalgar bajo el mando del comandante Louis-Antoine-Cyprien Infernet. Fue capturado por los ingleses y remolcado hasta Gibraltar. Por orden del Almirante Collingwood fue hundido dos días más tarde para evitar su recaptura por una escuadra francesa dirigida por Julien Cosmao.
No se tiene mucho conocimiento de las actividades del Intrépide antes de 1805. En octubre de ese año entró en combate en la batalla del Cabo de Trafalgar. Formó parte de la Segunda Escuadra que comandó Dumanoir junto a los navíos de línea Pluton, Monarca, Fogueaux, Santa Ana, Indomptable, San Justo y la fragata Rhin. 
Los ataques de Nelson dejaron a estas naves a barlovento de la confrontación principal. Dumanoir decidió no obedecer las órdenes de Villeneuve de volver a la batalla. Cuando los barcos recibieron orden de retroceder, la mayoría de los mismos solo intercambiaron algunos disparos antes de retirarse. 
El capitán del navío, Louis-Antoine-Cyprien Infernet, desobedeció las órdenes de Dumanoir y regresó a la batalla en pos de ayudar al resto de navíos aliados. Junto al Intrépide se le unió el Neptuno, dirigido por Cayetano Valdés. El navío luchó contra el HMS Ajax, HMS Conqueror, HMS Agamemnon, HMS Africa, HMS Leviathan y el HMS Orion. Sus ataques apenas resultaron efectivos y alrededor de las 17 horas el barco se encontraba muy dañado con más de cien muertos y doscientos heridos de un total de 745 marineros.
Terminada la batalla, ganada por los británicos, el Intrépide fue capturado por la Royal Navy y trasladado hasta Gibraltar. Sin embargo, dos días más tarde, el almirante Cuthbert Collingwood, que sucedía a Horatio Nelson tras su muerte en combate, ordenó que fuera saboteada y hundida para evitar su recaptura por parte de la escuadra francesa del capitán Julien Cosmao, que se dirigía hacia aguas del estrecho en busca de la escuadra.